# Torberniet
Het mineraal torberniet is een gehydrateerd koper-uranium-fosfaat met de chemische formule Cu(UO2)2(PO4) 2·11(H2O).

## Eigenschappen
Het gras-, prei- of appelgroene torberniet heeft een glas- tot parelglans, een vaalgroene streepkleur en de splijting is duidelijk volgens het kristalvlak [100] en perfect volgens [001]. Het kristalstelsel is tetragonaal. Torberniet heeft een gemiddelde dichtheid van 3,2, de hardheid is 2 tot 2,5 en het mineraal is zeer sterk radioactief. De gamma ray-waarde volgens het American Petroleum Institute is 3.705.085,43.

## Naam
Het mineraal torberniet is genoemd naar de Zweedse scheikundige Tornbern Bergmann (1735 - 1784).

## Voorkomen
Torberniet is een mineraal dat wordt gevormd in granieten en andere uranium-houdende gesteenten. De typelocatie is Jáchymov (ook St. Joachimsthal), Krusné Hory, Západocesky kraj, Bohemen, Tsjechië. Het wordt ook gevonden in de Musonoi mijn, Shaba, Congo-Kinshasa en in de Margabal mijn, Entraygues-sur-Truyère, Aveyron, Occitanie, Frankrijk.

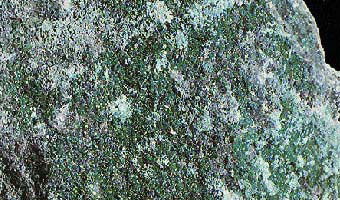
Donkergroen torberniet